# Carmen (San José)
Carmen – dystrykt w Kostaryce, w kantonie San José, w prowincji San José.

## Geografia
Carmen ma powierzchnię 1,47 kilometrów kwadratowych i leży na wysokości 1 156 m n.p.m..

## Demografia
Według zliczenia ludności w 2011 roku w dystrykcie Carmen mieszkało 2 702 mieszkańców.

## Transport

### Transport drogowy
Przez dystrykt Carmen biegną następujące drogi krajowe:
- Droga krajowa nr 218